# Jun di Gojoseon
Jun (준왕?, 準王?; fl. III-II secolo a.C.) è stato un sovrano coreano, re dal 220 al 194-193 a.C. di Gojoseon, come esponente della dinastia Gija Joseon.
Il suo trono fu usurpato da Wiman, che iniziò la dinastia Wiman Joseon a Gojoseon.

## Usurpazione del trono e fuga a Mahan
Wiman entrò a Gojoseon come rifugiato e si sottomise a Jun. Questo acconsentì alla sua richiesta di servire come comandante nei confini occidentali; tuttavia, attorno al 194-193 a.C., Wiman guidò una rivolta contro Jun, spodestandolo e costringendolo a fuggire nel territorio della confederazione di Mahan, nel sud della penisola coreana.